# درک ایبتسن
درک ایبتسن (انگلیسی: Derek Ibbotson; ۱۷ ژوئن ۱۹۳۲ – ۲۳ فوریهٔ ۲۰۱۷) دونده دو استقامت، و دونده دو نیمه‌استقامت اهل بریتانیا بود.